# Ngày kính lão (Nhật Bản)
Ngày kính lão (敬老の日 Keirō no Hi) là một ngày lễ ở Nhật Bản được tổ chức hàng năm để tôn vinh những người cao tuổi. Ngày này bắt đầu kỷ niệm từ năm 1966 như một ngày lễ quốc gia và được tổ chức vào ngày 15 tháng 9 hàng năm. Đến năm 2003, Ngày Kính lão được tổ chức vào ngày thứ Hai thứ ba của tháng 9 theo chế độ "Hệ thống Thứ Hai Vui vẻ" của luật Nhật Bản ((ハッピーマンデー制度)
Ngày lễ này có nguồn gốc từ năm 1947, khi thị trấn Nomadani-mura (sau này là Yachiyo-cho, hiện là Taka-cho), tỉnh Hyōgo, lấy ngày 15 tháng 9 làm ngày người cao tuổi (Toshiyori no Hi). Hoạt động này đã lan rộng ra toàn quốc, và vào năm 1966, nó đã có tên và vị trí như hiện nay. Hàng năm, các phương tiện truyền thông Nhật Bản nhân cơ hội này đưa tin về người cao tuổi, đưa tin về dân số và những người cao tuổi nhất trong nước.

## Cốc rượu sake bạc kỷ niệm
Kể từ năm 1963, chính phủ Nhật Bản đã tặng một chiếc cốc bạc để kỷ niệm những người Nhật Bản tròn 100 tuổi. Năm 1963, con số này là 153, nhưng với số lượng ngày càng tăng, chính phủ đã quyết định giảm kích thước của chiếc cốc để cắt giảm chi phí vào năm 2009 Năm 2014, 29.357 người đã nhận được cốc. Năm 2017, Nhật Bản vinh danh 32.097 người (27.461 nữ và 4.636 nam) tròn 100 tuổi; các vị đã nhận thư chúc mừng và chén rượu sake lưu niệm của Thủ tướng Chính phủ. Theo báo cáo này, những chiếc cốc bằng bạc nguyên khối đã được thay thế bằng thiết kế mạ bạc hợp kim niken giúp giảm một nửa chi phí cho mỗi chiếc cốc, tiết kiệm 1 triệu đô la trong ngân sách hàng năm.

## Hoạt động chúc mừng
Vào ngày lễ này, mọi người trở về nhà để thăm và tỏ lòng kính trọng với những người lớn tuổi. Một số người tham gia tình nguyện trong các khu phố bằng cách làm và phân phát hộp cơm trưa miễn phí cho những người lớn tuổi. Thanh thiếu niên và trẻ em biểu diễn giải trí với các tiết mục keirokai khác nhau. Các chương trình truyền hình đặc biệt cũng được truyền thông Nhật Bản phát vào dịp lễ này.